# هارولد جي. ماير
هارولد جي. ماير (بالإنجليزية: Harold G. Maier)‏ هو عالم قانوني أمريكي، ولد في 1937 في سينسيناتي في الولايات المتحدة، وتوفي في 24 أغسطس 2014.